# Дроздов Віктор Олександрович
Ві́ктор Олекса́ндрович Дроздо́в (нар. 31 січня 1902 — 1 вересня 1966) — співробітник органів охорони правопорядку і державної безпеки, народний комісар внутрішніх справ Чечено-Інгушською АРСР, генерал-майор (1945).

## Біографія
З травня 1920 року в РСЧА. В органах державної безпеки з 1921 року. 
Член ВКП(б) з 1927 року. 
З 1 червня 1942 до 24 квітня 1943 року — начальник 3-го відділу 4-го Управління НКВС СРСР. З квітня до вересня 1943 року — начальник Відділу по боротьбі з бандитизмом (ВББ) НКВС СРСР. З 2 вересня 1943 до 9 травня 1944 року — нарком внутрішніх справ Чечено-Інгушської АРСР, потім до 22 травня 1945 року — начальник Управління НКВС Грозненської області. 
У 1945 році перейшов в НКВД СРСР. У 1945–1947 роках — начальник відділу військовополонених оперативного управління Головного управління у справах військовополонених і інтернованих (ГУПВІ) НКВС—МВС СРСР. 
З 23 березня 1947 до 28 жовтня 1950 року начальник управління «2-Н» і заступник міністра державної безпеки УРСР. 
У 1950–1953 роках — начальник Бюро № 2 МГБ СРСР. У 1953 році звільнений по хворобі.
Брав участь в операції з ліквідації головнокомандувача УПА Романа Шухевича.

## Звання
- майор міліції (11.07.1936);
- старший майор міліції (07.06.1941);
- майор ДБ (14.09.1941);
- полковник ДБ (14.02.1943);
- комісар ДБ (07.08.1943);
- генерал-майор (09.07.1945).

## Нагороди
- орден Леніна (10.12.1945);
- чотири ордени Червоного Прапора (03.07.1943, 03.11.1944, 29.10.1948, 24.11.1950);
- орден Суворова 2-го ступеня (08.03.1944);
- вісім медалей;
- знак «Почесний працівник робітничо-селянської міліції» (23.04.1936);
- знак «Заслужений працівник НКВС» (05.05.1942, № 0001020).